# Okliulus foliatus
Okliulus foliatus är en mångfotingart som beskrevs av Loomis 1968. Okliulus foliatus ingår i släktet Okliulus och familjen Parajulidae. Inga underarter finns listade i Catalogue of Life.